# Slutarpsdösen

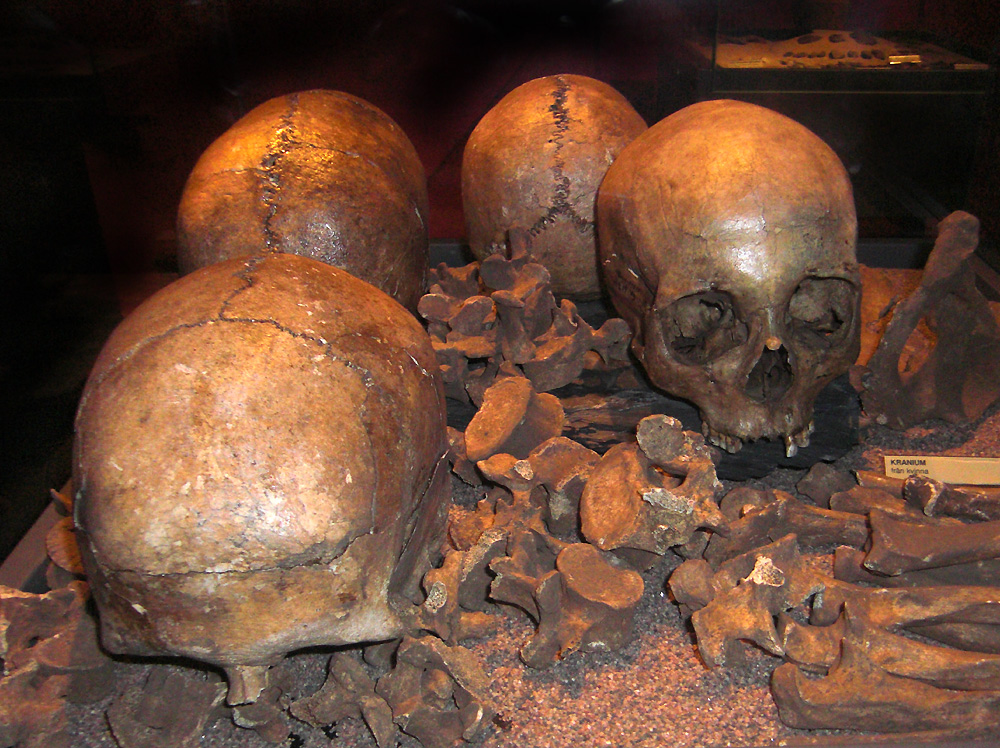
Schädelfund aus dem Slutarpsdösen

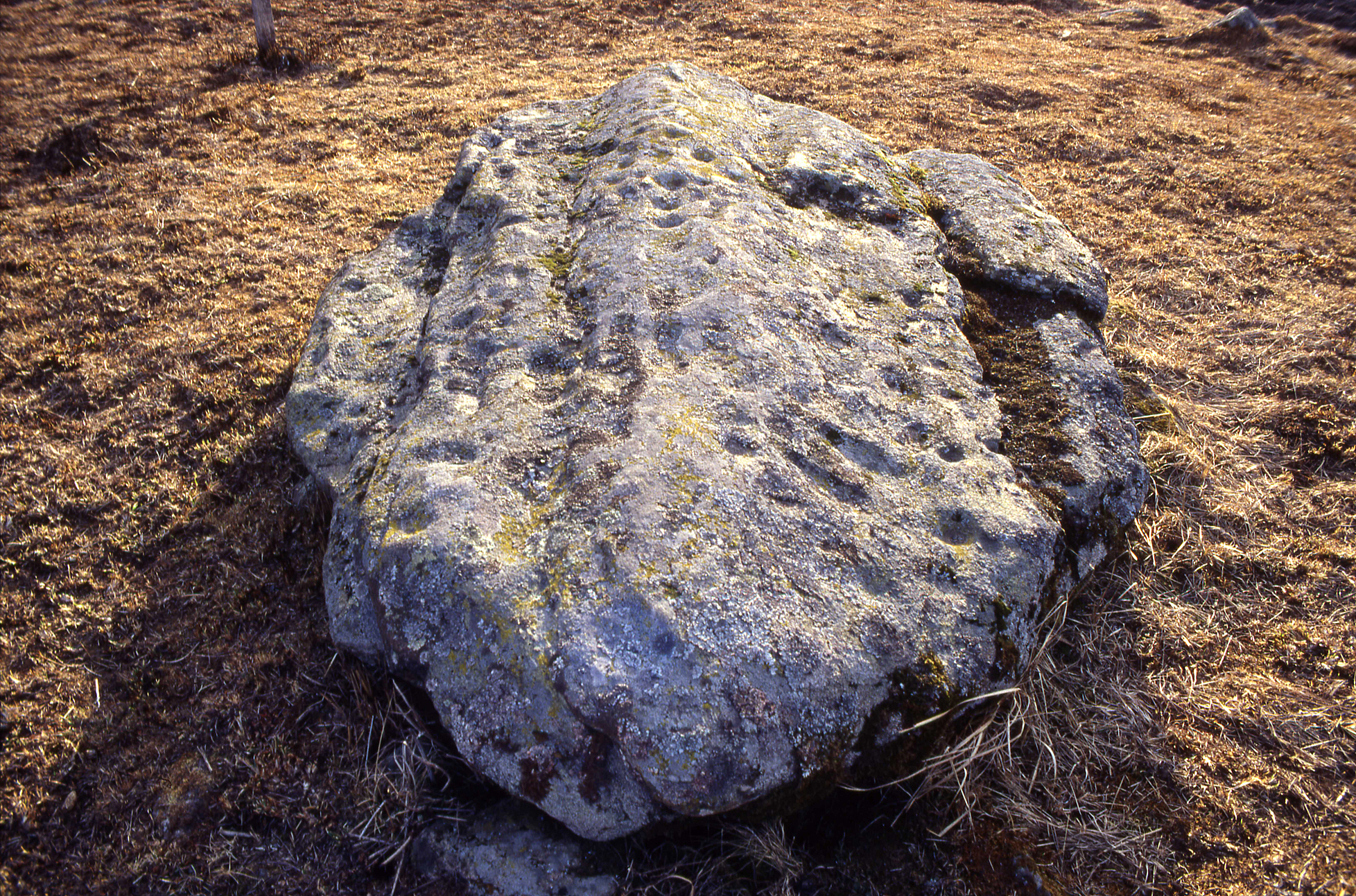
Deckstein des Slutarpsdösen

Der Slutarpsdösen (RAÄ-Nr. Kinneved 21:1) ist ein rechteckiger Dolmen (schwedisch Dös) der Trichterbecherkultur (TBK) aus der Jungsteinzeit. Er entstand zwischen 3500 und 2800 v. Chr. und liegt nordwestlich von Slutarp bei Falköping in Västergötland, im südlichen Teil des Falbygden. Obwohl die Megalithanlage als Dösen bezeichnet wird, bestand lange keine Einigung darüber, ob es ein Dolmen oder eine Steinkiste ist. Die archäologische Bestandsaufnahme von 1960 bezeichnet die Anlage der Form wegen als Steinkiste. 
Die Anlage wurde 1910 entdeckt und von Sune Lindqvist ausgegraben. Da der Slutarpsdösen damals als einziger schwedischer Dolmen im Hinterland lag, wurde er als eine archäologische Sensation angesehen. Durch die 2000 erfolgte C14-Datierung konnte er der TBK zugeordnet werden. Die Kammer liegt in den etwa einem Meter hohen Resten eines Hügels von etwa 4,5 m Durchmesser. 
Slutarpsdösen hat eine innen etwa 2,0 Meter lange und einen Meter breite, rechteckige Kammer, die von einem etwa 3,5 m langen, 2,0 m breiten und 0,5 m dicken Deckstein bedeckt wird. Dolmen mit rechteckigen Kammern sind eher weiter südlich in Schweden und in Dänemark üblich. 
Während der Ausgrabung fanden sich die Überreste von 30 bis 34 Menschen. An Grabbeigaben enthielt der Slutarpsdösen nur drei Perlen aus Bernstein. Die größte von ihnen ist keulenförmig und typisch für die TBK, was ein Indiz dafür ist, dass es sich um einen Dolmen handelt. 
Im Deckstein aus abgewittertem Glimmerschiefer finden sich rund 125 unterschiedliche Einpickungen; darunter zehn längliche Vertiefungen, drei paar Fußsohlen und etwa 105 Schälchen die aus der Bronzezeit stammen, etwa 25 davon sind mittels Rillen verbunden.